# 迈切克珀勒什凯
迈切克珀勒什凯，是匈牙利巴兰尼亚州所辖的一个村。总面积7.31平方公里，总人口441，人口密度60.3人/平方公里（2011年1月1日）。